# Klösterle
Klösterle település Ausztria legnyugatibb tartományának, Vorarlbergnek a Bludenzi járásában található. Területe 62,31 km², lakosainak száma 658 fő, népsűrűsége pedig 11 fő/km² (2014. január 1-jén). A település 1073 méteres tengerszint feletti magasságban helyezkedik el.
A település részei: Klösterle (415 fő), Langen (69 fő), Stuben (88 fő) és Danöfen (118 fő, 205. január 1-jén).

## Fordítás
Ez a szócikk részben vagy egészben  a   Klösterle, Austria című angol Wikipédia-szócikk ezen változatának fordításán alapul.  Az eredeti cikk szerkesztőit annak laptörténete sorolja fel. Ez a jelzés csupán a megfogalmazás eredetét és a szerzői jogokat jelzi, nem szolgál a cikkben szereplő információk forrásmegjelöléseként.